# Mystery Writers of America
La Mystery Writers of America è una organizzazione statunitense di scrittori del genere giallo, horror e thriller. Venne fondata a New York il 26 marzo 1945 da Clayton Rawson, Anthony Boucher, Lawrence Treat e Brett Halliday.
Ogni anno l'associazione assegna gli Edgar Award (piccoli busti raffiguranti Edgar Allan Poe), per diverse categorie: per il miglior romanzo, la miglior opera prima gialla, il miglior autore dell'anno, ecc.

## Grand Master Award
- 1955: Agatha Christie
- 1958: Vincent Starrett
- 1959: Rex Stout
- 1961: Ellery Queen
- 1962: Erle Stanley Gardner
- 1963: John Dickson Carr
- 1964: George Harmon Coxe
- 1966: Georges Simenon
- 1967: Baynard Kendrick
- 1969: John Creasey
- 1970: James M. Cain
- 1971: Mignon G. Eberhart
- 1972: John D. MacDonald
- 1973: Judson Philips, Alfred Hitchcock
- 1974: Ross Macdonald
- 1975: Eric Ambler
- 1976: Graham Greene
- 1978: Dorothy Hughes, Ngaio Marsh, Daphne du Maurier
- 1979: Aaron Marc Stein

- 1980: W. R. Burnett
- 1981: Stanley Ellin
- 1982: Julian Symons
- 1983: Margaret Millar
- 1984: John le Carré
- 1985: Dorothy Salisbury Davis
- 1986: Ed McBain
- 1987: Michael Gilbert
- 1988: Phyllis A. Whitney
- 1989: Hillary Waugh
- 1990: Helen McCloy
- 1991: Tony Hillerman
- 1992: Elmore Leonard
- 1993: Donald E. Westlake
- 1994: Lawrence Block
- 1995: Mickey Spillane
- 1996: Dick Francis
- 1997: Ruth Rendell
- 1998: Barbara Mertz
- 1999: P.D. James
- 2000: Mary Higgins Clark
- 2001: Edward D. Hoch

- 2002: Robert B. Parker
- 2003: Ira Levin
- 2004: Joseph Wambaugh
- 2005: Marcia Muller
- 2006: Stuart M. Kaminsky
- 2007: Stephen King
- 2008: Bill Pronzini
- 2009: James Lee Burke, Sue Grafton
- 2010: Dorothy Gilman
- 2011: Sara Paretsky
- 2012: Martha Grimes
- 2013: Ken Follett, Margaret Maron
- 2014: Carolyn Hart, Robert Crais
- 2015: Lois Duncan, James Ellroy
- 2016: Walter Mosley
- 2017: Max Allan Collins, Ellen Hart
- 2018: Jane Langton, William Link, Peter Lovesey
- 2019: Martin Cruz Smith
- 2020: Barbara Neely
- 2021: Jeffery Deaver, Charlaine Harris[1]
- 2022: Laurie King[2]
- 2023: Michael Connelly, Joanne Fluke[3]
- 2024: Katherine Hall Page, R. L. Stine[4]
- 2025: Laura Lippman, John Sandford[5]